# Шильковичи
Шильковичи (серб. Шиљковићи / Šiljkovići) — село в общине Братунац Республики Сербской Боснии и Герцеговины. В настоящее время село необитаемо.

## История
7 января 1992 село было разграблено и сожжено отрядом мусульман под командованием Насера Орича. В ходе нападения были сожжены сёла Баневичи, Кравица и Ежештица, погибло 49 человек. С тех пор село опустело.